# ماهر سعسع
ماهر سعسع (1976-2021) هو أسير فلسطيني من مدينة قلقيلية  ومعتقل منذ عام 2006 ومحكوم لمدة 25 عاماً قضى منها 16 عاماً وهو متزوج وأب لستة أبناء، استشهد عن عمر يناهز 45 عاماً في سجن ريمونيم، وقد صرحت هيئة شؤون الأسرى ونادي الأسير أنه لا تفاصيل واضحة حول سبب استشهاده، كما أن الأسير ماهر سعسع كان قد أخذ لقاح ضد عدوى فايروس كورونا وأنه كان يعاني من أمراض ومشاكل صحية قبل استشهاده، وقامت سلطات الإحتلال الإسرائيلي بتسليم ذوي الأسير جثمانه قرب معبر إلياهو شرق قلقيلية شمال الضفة الغربية . وقد شيعت جماهير محافظة قلقيلية جثمانه إلى مقبرة الشهداء في المدينة.